# Батецький район
Батецький муніципальний район — муніципальне утворення у складі Новгородської області Росії. Адміністративний центр — селище Батецьке.

## Географія
Площа — 1591,79 км².
Муніципальний район розташований на північно-заході Новгородської області. Район межує на сході з Новгородським, на півдні — з Шимским муніципальними районами Новгородської області, на північному заході з Лузьким муніципальним районом Ленінградської області.
Основні річки — Луга й Удрайка.

### Охорона природи
У 2000-х роках на території колишнього мисливського заказника, з метою збереження і відтворення чисельності окремих видів диких тварин та середовища їх проживання, на площі 10 тис. га було створено Батецький державний біологічний природний заказник під контролем Комітету мисливського і рибного господарства Новгородської області. 2008 року Новгородською обласною думою з нього було знято охоронний статус.
На території Батецького району створено 3 пам'ятки природи загальною площею 690,25 га, 2 комплексного профілю (ландшафтні) і 1 біологічна (ботанічна).
| № | Назва                                      | Тип        | Площа (га) | Розташування                                          | Створення                | Дата                 | Характеристика | Фото |
| - | ------------------------------------------ | ---------- | ---------- | ----------------------------------------------------- | ------------------------ | -------------------- | --- | ---- |
| 1 | Луки долини Луги біля присілка Нове Овсіне | комплексна | 408,8      | Передольське сільське поселення, присілок Нове Овсіне | Постанова Уряду НО № 110 | 23 березня 2011 року | Різноманітні мальовничі форми рельєфу долини річки Луга, відслонення девонських вапняків, ерратичні валуни. Низькотравні луки на карбонатних ґрунтах (рослинні асоціації з рідкісними кальцефілами, у тому числі орхідні); вторинні широколистяні і дрібнолистяні ліси, прируслові ліси; заплавні комплекси. Ділянка верхньої течії річки Луга з рідкісними видами ґрунтів на карбонатних породах. Місця зростання рідкісних видів рослин і грибів, проживання рідкісних видів тварин. |      |
| 2 | Диво-поляна біля станції Мойка             | ботанічна  | 0,25       | Мойкинське сільське поселення                         | Постанова Уряду НО № 454 | 28 серпня 2014 року  | Унікальна лучна екосистема, місце зростання рідкісних видів рослин і проживання рідкісних видів тварин. |      |
| 3 | Ландшафт околиць присілка Івня             | комплексна | 282        | Батецьке сільське поселення, присілок Івня            | Постанова Уряду НО № 74  | 5 березня 2020 року  | Льодовикові й антропогенні форми рельєфу. Альвари (місця зростання орхідних). Соснові бори з рідкісними видами рослин; мішані й листяні ліси з широколистяними породами. Заплавні ділянки верхньої і середньої течії річки Івенка (правої притоки Луги). Рідкісні види ґрунтів. Місця зростання рідкісних і зникаючих видів рослин і грибів; місця проживання рідкісних видів тварин.                                                                                                  |      |

## Історія
Батецький район утворений Постановою ВЦВК від 1 серпня 1927 року, входив до складу Лузького округу Ленінградської області. До його складу увійшли наступні сільські ради:
- Лузького повіту Петроградської губернії:
  - Городенської волості: Глухівська, Городенська, Дубецька, Дубровська, Латовецький, Радгостицька, Русинська, Удрайська.
  - Передольскої волості: Войновська, Заупорська, Луженська, Подберезька, Реченська.
- з Самокразької волості Новгородського повіту Новгородської губернії: Гусинська, Куринська, Озеревська, Радольска.

У листопаді 1928 року були скасовані Городенська, Гусинська, Куринська, Латовецька, Луженська, Озеревська і Реченська сільради. Радгостицька сільрада була перейменована на Ясковицьку, Войновська — на Ожогинську, Дубецька — на Мроткинську, Подберезька — на Підгорську. 1929 року була скасована Мроткинська сільрада.
У липні 1930 року округи були скасовані й Батецький район перейшов в пряме підпорядкування Ленінградської області.
Постановою ВЦВК від 20 жовтня 1931 року до Батецкого району був приєднаний скасований Чорненський район Новгородського округу Ленінградської області, з центром в селі Чорне. До складу Батецького району увійшли Велегощинська, Вольногорська, Воронинська, Заболотська, Заоська, Косицька, Несузька, Нехинська, Раглицька, Самокражська, Теребонська, Хрепельська і Чорненська сільрада. У результаті Батецькому районі стало 22 сільради, які об'єднували 188 населених пунктів, в той час населення району було — 32,2 тисячі осіб.
1 січня 1932 року з Новгородського району до Батецького був переданий Великотеребицька сільрада.
27 березня 1941 року була утворена Озеревська сільрада.
Територія району була зайнята німецькими військами 1941 року, після звільнення Батецький район 1944 року був включений до складу утвореної в тому ж році Новгородської області.
3 грудня 1949 року була розформована Заболотська сільрада. 16 червня 1952 року Чорненська і Раглицька сільрада були об'єднані в єдину Борську. Одночасно була скасована Ожогинська, але 30 липня відновлена.
13 липня 1953 року Хрепельська сільрада була перейменована на Островську.
8 червня 1954 року мережа сільрад Батецкого району була повністю переглянута: район став включати Батецкий, Большетеребецкий, Велегощинский, Вільногірський, Воронинский, Городенский, Некрасовский, Новосельський, Островський, Передольский, Покровський і Раглицька сільрада.
29 серпня 1958 року була утворена Заупорська сільрада, а Передольська сільрада був перейменований в Ожогинський.
9 квітня 1960 року була розформована Великотеребецька сільрада.
12 квітня 1961 року Островська сільрада була перейменована на Мойкинську. 17 серпня того ж року скасована Велегощинська.
З 1962 року по 31 грудня 1965 року, під час невдалої всесоюзної реформи з поділу на сільські й промислові райони ат аналогічного типу парторганізації, відповідно до рішень листопадового пленуму ЦК КПРС «Про перебудову партійного керівництва народним господарством», район, як багато інших по СРСР був тимчасово збільшений — його територія увійшла до складу Новгородського сільського району, що охоплював територію колишніх Новгородського, Батецького, Чудовського і Мстинського адміністративних районів, а також Олександрівської сільради колишнього Маловішерського району.
Пленум ЦК КПРС 16 листопада 1964 року відновив колишній принцип партійного керівництва народним господарством, після чого Указом Верховної Ради РРФСР від 12 січня 1965 року сільські райони були перетворені на адміністративні райони, а потім, рішенням виконкому Новгородського обласної Ради депутатів трудящих від 31 грудня 1966 року № 706, був відновлений і Батецький район на території 9 сільрад Новгородського району та Нежатицької сільради Солецького району. До складу відновленого Батецького району увійшли Батецька, Вільногірська, Воронинська, Городенська, Мойкинська, Нежатицька, Некрасовська, Новосельська, Передольска, Покровська і Раглицька сільрада.
28 березня 1977 року була розформована Раглицька сільрада.
5 травня 1978 року Нежатицька сільрада була перейменована на Мілковицьку, Новосельська — на Озеревську, Покровська — на Косицьку
Постановами Новгородської обласної Думи від 26 лютого 1997 року була скасована Некрасовська сільрада Батецкого району з передачею її території до складу Передольскої, від 23 червня 2004 року було ліквідовано сільський статус населених пунктів: Вяжищі Мелковицької сільради, Раглиці Вільногірської, Хрипці Мойкинської, а селам Хочуні на території Косицької і Лапушиці на території Мелковицької надано статус населеного пункту.

## Муніципально-територіальний устрій
Від 11 листопада 2005 року (обласний закон № 559-ОЗ) на території муніципального району було 5 сільських поселень.
У складі муніципального району 3 сільські поселення, які об'єднують 145 населених пунктів, що перебувають на обліку (разом із залишеними).
| Муніципальне утворення         | Адмінцентр       | Кількість населених пунктів | Населення (осіб, 2017 рік) | Площа (км²) | Карта                       |
| ------------------------------ | ---------------- | --------------------------- | -------------------------- | ----------- | --------------------------- |
| Батецьке сільське поселення    | селище Батецький | 53                          | 2869▼                      | 552,72      | Батецький Мойка Нове Овсіно |
| Мойкинське сільське поселення  | село Мойка       | 40                          | 1505▲                      | 558,00      | Батецький Мойка Нове Овсіно |
| Передольске сільське поселення | село Нове Овсіно | 52                          | 1054▼                      | 481,07      | Батецький Мойка Нове Овсіно |

Законом Новгородської області № 498-ОЗ від 31 березня 2009 року, який набрав чинності 17 квітня 2009 року, Батецьке і Городенське сільські поселення були об'єднані в єдине Батецьке сільське поселення з адміністративним центром у селищі Батецький.
Законом Новгородської області № 714-ОЗ від 30 березня 2010 року, який набрав чинності 12 квітня 2010 року, Вольногорське і Мойкинське сільські поселення були об'єднані в єдине Мойкинське сільське поселення з адміністративним центром в селі Мойка.

## Символіка

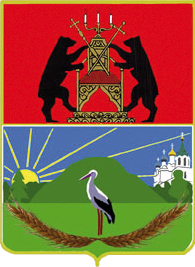
герб Анатолія Тищенка

Герб і прапор району розроблений на основі проекту Анатолія Тищенка, робота якого 11 грудня 2009 року була визнана перемогла на конкурсі проекту герба Батецкого району. Символи затверджено рішенням Думи Батецкого муніципального району 23 червня 2010 року
У символіці району увічнені відомі матеріальні символи району: великий курган — Шум-гора, а також лелеко, гнізда якого прикрашають багато населені пункти району.

## Економіка
З 1997 року в Батецькому районі, поряд з Піддорським, Волотовським і Маревським, діяв пільговий податковий режим для товаровиробників, а з 2006 року територія району оголошена зоною економічного сприяння.
Підприємства:
1. «ЖКГ Батецкого району» — філія ТОВ «МП ЖКГ Новжилкоммунсервис»
2. «Батецкое райст» — філія Новоблпотребсоюза
3. ГО «Редакція районної газети „Батецкий край“»
4. малі підприємств ТОВ «Парус», ТОВ РАУ «Блокадники», ТОВ «Чистий Істочник», ТОВ «Пола»

будується завод з переробки акумуляторних батарей ТОВ «КатМет».

### Гірництво
На території району ведеться відкрита розробка корисних копалин транспортними підприємствами (Батецьке дорожно-експлуатаційне, залізничне), ТОВ «НовЗемРесурс», «Конус», «Нов Торф», «Святой Источник», «Дорогобуж Инвест», ВЕГА ВН, «НПАО Щепы», колгосп «Вєрный путь» та Івнянський кар'єр. Розробка ведеться відкритим способом на таких родовищах і в кар'єрах:
- Пісок: Щепи (поблизу села Шепи, на березі Удрайки), Бор Західний (поблизу мойкинського Бора), Кошельково-1 (поблизу села Кошельково), Скачелі-1 (поблизу села Скачелі), Перевал (поблизу села Мар'їно), Дорогобуж (поблизу села Дорогобуж), Івня (поблизу села Івня, на березі Луги).
- Піщано-гравійний матеріал (ПГМ, ПГС): Запольє (поблизу села Запольє), Щепи (поблизу села Щепи), Озерьово (поблизу села Озерьово), Слудовське (поблизу села Вольне Загор'є).
- Валунно-гравійно-піщаний матеріал (ВГПМ, ВГПС): Грива (за 1,5 км) і Вольний (за 3,5 км на північний схід від села Жестяна Горка)[23].

### Сільське господарство
- 4 колективних господарства

1. ТОВ «Передольске»
2. СПК «Червона Зірка»
3. ЗАТ «Садко»
4. Колгосп «Вірний шлях»

- 7 селянських (фермерських) господарств
- більше 4 тисяч особистих підсобних господарств населення.

## Транспорт
- Через район проходять 2 залізничні колії Санкт-Петербург Вітебського відділення Жовтневої залізниці:

1. Санкт-Петербург — Дно — (Київ, Мінськ, Псков, Кишинів);
2. Великий Новгород — Батецька — Луки.

- автомобільне шосе Р47 (Новгород — Луга)
- автомобільне шосе Новгород — Шимськ.

Автошляхи мають вихід на автостраду Санкт-Петербург — Київ і на Прибалтику.

## Освіта, культура та соціальна сфера
В районі є 10 загальноосвітніх закладів, в тому числі 5 дошкільних.

## Пам'ятки
- Поблизу села Підгір'я Батецького району Новгородської області знаходиться один з найбільших середньовічних курганів Європи. Він називається «Шум-гора» і являє собою дворівневу земляну піраміду[24].
- У самих верхів'ях Луги знаходиться комплекс пам'яток в урочищі Курська Гора, що складається з невеликого городища з примкнутим до нього селищем. Біля села Кострони знаходиться городище і цвинтар-жальник, на річці Оредеж — городище Надбілля[25][26].